# Giuse Đồng Trường Bình
Giuse Đồng Trường Bình (tiếng Trung: 同長平, Joseph Tong Chang-ping; sinh 1968) là một giám mục người Trung Quốc của Giáo hội Công giáo Rôma. Ông hiện đảm nhận chức vị Giám mục Hạt Phủ doãn Tông Tòa Đồng Châu. Chính quyền Trung Quốc công nhận ông là Giám mục Giáo phận Vị Nam, một giáo phận do chính quyền nước này thành lập.

## Thân thế đạo nghiệp
Giám mục Giuse Đồng sinh ngày 6 tháng 12 năm 1968 tại Thiểm Tây, Trung Quốc. Từ năm 1991 đến 1994, ông theo học Thần học và Triết học tại Chủng viện của Tổng giáo phận Tây An. Sau đó, ông tiếp tục theo học ngành Luật và Khoa học chính trị tại Học viện Khoa học Chính trị tỉnh Thiểm Tây. Ngày 6 tháng 1 năm 1997, ông được thụ phong chức linh mục khi mới 29 tuổi. Sau khi thụ phong, ông được bổ nhiệm làm giáo sư giảng dạy luật pháp tại chủng viện giáo phận và trở thành cha bề trên và linh hướng tại Vị Nam.
Ngày 4 tháng 11 năm 2002, ông được Giám mục Vị Nam Lôrensô Trương Văn Bân truyền chức giám mục. Trước đó, ông đã được Hội Công giáo Yêu nước Trung Quốc đề cử vào chức vụ Giám mục Vị Nam để thay cho Giám mục Trương vốn đã già yếu và không thể đảm nhận chức vụ từ năm 2000. Mặc dù được truyền chức bởi một giám mục bất hợp thức, nhưng Tòa Thánh vẫn công nhận chức giám mục của ông và bổ nhiệm ông làm Giám mục Hạt Phủ doãn Tông Tòa Đồng Châu. Ông trở thành người trẻ nhất trong các giám mục của "nhà thờ mở" khi mới 34 tuổi. Lễ tấn phong giám mục của ông được tổ chức vào tháng 12 năm 2003.